# 妹の死
『妹の死』（いもうとのし）は、1920年（大正9年）製作、同年12月5日公開、日活向島撮影所製作、日活配給による日本のサイレント映画である。阪田重則の監督作品とされているが、実際には衣笠貞之助の脚本家・映画監督としてのデビュー作品である。

## 略歴・概要
日活向島撮影所で女形として映画出演をする傍ら、浅草公園六区の帝国館で上映されるブルーバード映画、特にルパート・ジュリアンの監督作に魅せられた俳優・衣笠貞之助は、1920年、その影響下に初めて脚本を執筆する。当時の同社の専務取締役であった鈴木要三郎にこれを提出したところ、「場面転換がめまぐるしい」ので活動弁士が影台詞をつけにくいとの理由で当座は却下されたが、同年中に鈴木からオファーがあり、映画化が実現した。その際、衣笠本人の申し出により、主役のほかに監督も兼務することとなったが、名義上は阪田重則（衣笠の回想では若山治）の名を借りてのこととなった。撮影技師は、のちに監督となる当時カメラマンの大洞元吾が務めた。ロケーション撮影は、神奈川県の国府津駅で行なわれた。本作は、同年12月5日、浅草公園六区のオペラ館で公開された。同時上映作品は不明。
2年半後の1923年（大正12年）、専業映画監督として務めていたマキノ映画製作所で、『二羽の小鳥』として再映画化している。同作は、同年6月1日におなじく浅草公園六区の大東京で公開された。同時上映は牧野省三監督の時代劇『弥次と北八 第一篇』であった。
現在、東京国立近代美術館フィルムセンター、マツダ映画社ともに本作の上映用プリントを所蔵していない。事実上、鑑賞することの不可能な作品である。

## スタッフ・作品データ
- 監督 : 阪田重則、衣笠貞之助 （ノンクレジット[2]）
- 原作・脚本 : 衣笠貞之助 [2]
- 撮影 : 大洞元吾 [2]
- 製作 : 日活向島撮影所
- 上映時間（巻数） : 不明
- フォーマット : 白黒映画 - スタンダードサイズ（1.37:1） - サイレント映画
- 公開日 :  日本 1920年12月5日
- 配給 :  日活
- 初回興行 : 浅草公園六区・オペラ館

## キャスト
- 衣笠貞之助 - 妹 [2]
- 藤野秀夫 - 機関士[9]
- 横山運平 - 火夫[9]

## ストーリー
機関車の運転士は、最愛の妹（衣笠貞之助）を、自らが運転する機関車で誤って轢殺してしまう。

## 関連事項
- 1920年の日本公開映画

## 註
1. 1 2 3 4  妹の死、日本映画データベース、2010年7月12日閲覧。
2. 1 2 3 4 5 6 7 8 9 10 11 12  『わが映画の青春 日本映画史の一側面』、衣笠貞之助、岩波新書、1977年、p.29-30
3. ↑  『わが映画の青春 日本映画史の一側面』、p.26-27
4. ↑  1920年 公開作品一覧 265作品、日本映画データベース、2010年7月12日閲覧。
5. ↑  二羽の小鳥、日本映画データベース、2010年7月12日閲覧。
6. ↑  1923年 公開作品一覧 396作品、日本映画データベース、2010年7月12日閲覧。
7. ↑  所蔵映画フィルム検索システム、東京国立近代美術館フィルムセンター、2010年7月12日閲覧。
8. ↑  主な所蔵リスト 劇映画＝邦画篇、マツダ映画社、2010年7月12日閲覧。
9. 1 2  衣笠貞之助『「私の履歴書」文化人 10』日本経済新聞社、1984年2月、420頁。ISBN 4-532-03080-3。